# Gabardina

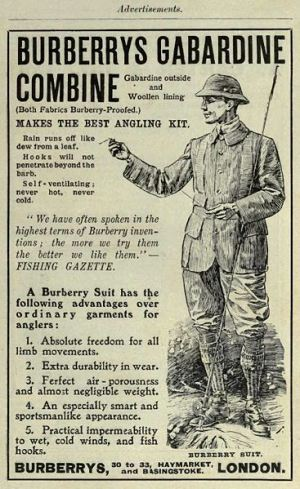
Publicidade da Burberry de um fato de gabardina à prova de água (1908).

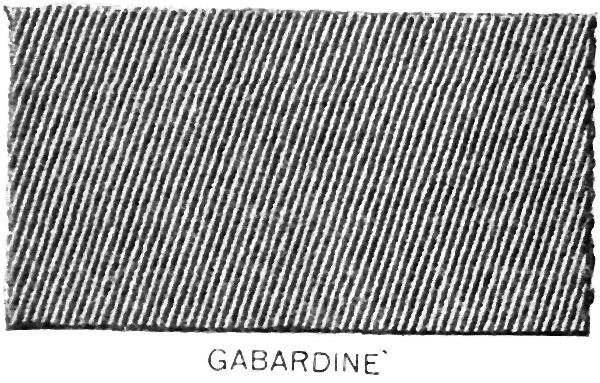
Gabardina

Gabardina é um tecido têxtil robusto com o seu fio muito junto, utilizado para o fabrico de fatos, sobretudos, calças, uniformes, quebra-ventos e outro vestuário.

## Tecido
A fibra utilizada para fazer o tecido é, tradicionalmente, fio têxtil de lã, mas também pode ser de algodão, polyester ou uma mistura. A gabardina é tecida em urdume, com uma pequena barra proeminente na face e uma superfície no reverso. A garbardina tem sempre mais fio de urdume do que fio de trama.
A gabardina de algodão é, por vezes, usada pelos alfaiates para fazer o bolso interior dos fatos (português europeu) ou ternos(português brasileiro), pela necessidade de os reforçar.
As roupas feitas com gabardina estão, geralmente, indicadas para limpeza a seco.
O termo gabardina é também utilizado para designar uma peça de roupa impermeável, semelhante a um sobretudo.

## História
A gabardina foi inventada em 1879 por Thomas Burberry, criador da casa de moda Burberry, em Basingstoke, e registou a sua patente em 1888. O tecido original era impermeabilizado antes de passar à fase de tecelagem e era feito de lã, ou lã e algodão, e fortemente confeccionado, mas era mais confortável que os tecidos de à base de borracha. O tecido deve o seu nome à palavra gaberdine, um longo manto ou vestido usado na Idade Média mas, mais tarde, designando uma capa para a chuva ou uma bata protetora.
As roupas de gabardina da Burberry eram usadas pelos exploradores polares como Roald Amundsen, o primeiro homem a chegar ao Polo Sul, em 1911, e Ernest Shackleton, que liderou uma expedição em 1914 para atravessar a Antártida. George Mallory também usou um casaco deste material na sua tentativa de subir o Monte Everest, em 1924.
A gabardina foi muito utilizada na década de 1950 para produzir casacos com padrões mais coloridos, assim como calças e fatos. Empresas como a Penneys, Sport Chief, Campus, Four Star e  California Trends produziam casacos curtos, algumas vezes reversíveis, chamados de "casacos de fim-de-semana".